# في في خيميرت
في في خيميرت هو نادي كرة قدم هولندي من مدينة خيميرت، في بلدية خيميرت- باكل.
النادي تأسس في 15 أكتوبر 1911، و هو لايزال يلعب في دوري الهواة.